# 60mm軽迫撃砲MK98ANTOS
60mm軽迫撃砲MK98ANTOS(Mk 98 Antos 60 mm Commando mortars) とは、チェコ軍が使用する軽迫撃砲である。
空挺部隊用に短砲身の軽量バージョンであるSANTOSがある。

## 概要
非常に軽量で他の60mmクラスの迫撃砲が20Kg前後であるのと比べて3.6 kgしかない。
支持架が無く、手で支えて角度を調節する方式で、グリップに付いている引き金を引くことで発射される。

## スペック
- 口径：60.7 mm
- 全長：705mm武器長
- 砲身長：454mm
- 重量：3.6 kg
- 仰角：45～85度
- 射程：
  - 通常：70～400 m
  - チャージ：170～1000 m
  - 暴動鎮圧弾：50～120m
- 使用温度範囲：–30～+60度